# Hungria nos Jogos Olímpicos de Verão de 2016
A Hungria, representados pelo Comitê Olímpico Húngaro, compete nos Jogos Olímpicos de Verão de 2016 no Rio de Janeiro entre os dias 5 e 21 de agosto de 2016. Esta será a vigésima nona vez que participará dos Jogos Olímpicos da Era Moderna.

## Medalhistas
| Medalha | Nome                         | Esporte  | Evento                      | Data         |
| ------- | ---------------------------- | -------- | --------------------------- | ------------ |
| Ouro    | Emese Szász                  | Esgrima  | Espada individual feminino  | 6 de agosto  |
| Ouro    | Katinka Hosszú               | Natação  | 400 metros medley feminino  | 6 de agosto  |
| Ouro    | Katinka Hosszú               | Natação  | 200 metros medley feminino  | 8 de agosto  |
| Ouro    | Katinka Hosszú               | Natação  | 100 metros costas feminino  | 9 de agosto  |
| Ouro    | Áron Szilágyi                | Esgrima  | Sabre individual masculino  | 10 de agosto |
| Ouro    | Gabriella Szabó Danuta Kozák | Canoagem | K-2 500 m feminino          | 16 de agosto |
| Ouro    | Danuta Kozák                 | Canoagem | K-1 500 m feminino          | 18 de agosto |
| Prata   | Géza Imre                    | Esgrima  | Espada individual masculino | 6 de agosto  |
| Prata   | Katinka Hosszú               | Natação  | 200 metros costas feminino  | 12 de agosto |
| Prata   | László Cseh                  | Natação  | 100 m borboleta masculino   | 12 de agosto |

## Esgrima
Masculino
| Atleta                                            | Evento            | 64 avos de final | 32 avos de final | Oitavas de final      | Quartas de final | Semifinais      | Final / DB      | Final / DB |
| Atleta                                            | Evento            | Opositor Placar  | Opositor Placar  | Opositor Placar       | Opositor Placar  | Opositor Placar | Opositor Placar | Pos.       |
| ------------------------------------------------- | ----------------- | ---------------- | ---------------- | --------------------- | ---------------- | --------------- | --------------- | ---------- |
| Gábor Boczkó                                      | Espada            | —                | SEN Bouzaid 0    |                       |                  |                 |                 |            |
| Géza Imre                                         | Espada            | —                | 0                |                       |                  |                 |                 |            |
| András Rédli                                      | Espada            | IOA Al-Shatti 0  |                  |                       |                  |                 |                 |            |
| Gábor Boczkó Géza Imre András Rédli Péter Somfai* | Espada por equipe | —                | —                | Coreia do Sul (KOR) 0 |                  |                 |                 |            |
| Tamás Decsi                                       | Sabre             | —                | RUS Kovalev 0    |                       |                  |                 |                 |            |
| Áron Szilágyi                                     | Sabre             | —                | MEX Ayala 0      |                       |                  |                 |                 |            |

Feminino
| Atleta       | Evento  | 64 avos de final | 32 avos de final      | Oitavas de final     | Quartas de final  | Semifinais       | Final / DB           | Final / DB      |
| Atleta       | Evento  | Opositor Placar  | Opositor Placar       | Opositor Placar      | Opositor Placar   | Opositor Placar  | Opositor Placar      | Pos.            |
| ------------ | ------- | ---------------- | --------------------- | -------------------- | ----------------- | ---------------- | -------------------- | --------------- |
| Emese Szász  | Espada  | Bye              | EST Beljajeva W 15–11 | KOR Kang Y-m W 15–11 | JPN Nakano W 15–4 | FRA Rembi W 10–6 | ITA Fiamingo W 15–13 | Medalha de ouro |
| Edina Knapek | Florete | —                | CHN Liu Ys 0          |                      |                   |                  |                      |                 |
| Aida Mohamed | Florete | —                | COL van Erven 0       |                      |                   |                  |                      |                 |
| Anna Márton  | Sabre   | —                | 0                     |                      |                   |                  |                      |                 |

## Natação
Masculino
| Atleta                                                                                          | Evento                       | Classificatória | Classificatória | Semifinal   | Semifinal   | Final       | Final       |
| Atleta                                                                                          | Evento                       | Tempo           | Pos.            | Tempo       | Pos.        | Tempo       | Pos.        |
| ----------------------------------------------------------------------------------------------- | ---------------------------- | --------------- | --------------- | ----------- | ----------- | ----------- | ----------- |
| Gábor Balog                                                                                     | 100 m de costas              |                 |                 |             |             |             |             |
| Péter Bernek                                                                                    | 200 m livre                  |                 |                 |             |             |             |             |
| Péter Bernek                                                                                    | 400 m livre                  | 3:48.58         | 21              | —           | —           | Não avançou | Não avançou |
| Richárd Bohus                                                                                   | 100 m livre                  |                 |                 |             |             |             |             |
| László Cseh                                                                                     | 100 m borboleta              |                 |                 |             |             |             |             |
| László Cseh                                                                                     | 200 m borboleta              |                 |                 |             |             |             |             |
| Dávid Földházi                                                                                  | 200 m de costas              |                 |                 |             |             |             |             |
| Dániel Gyurta                                                                                   | 100 m peito                  | 1:00.26         | 16**            | Não avançou | Não avançou | Não avançou | Não avançou |
| Dániel Gyurta                                                                                   | 200 m peito                  |                 |                 |             |             |             |             |
| Gergely Gyurta                                                                                  | 1500 m livre                 |                 |                 | —           | —           |             |             |
| Gergely Gyurta                                                                                  | 400 m individual medley      | 4:14.81         | 11              | —           | —           | Não avançou | Não avançou |
| Dávid Horváth                                                                                   | 200 m peito                  |                 |                 |             |             |             |             |
| Tamás Kenderesi                                                                                 | 200 m borboleta              |                 |                 |             |             |             |             |
| Gergő Kis                                                                                       | 400 m livre                  | 3:54.15         | 38              | —           | —           | Não avançou | Não avançou |
| Dominik Kozma                                                                                   | 100 m livre                  |                 |                 |             |             |             |             |
| Dominik Kozma                                                                                   | 200 m livre                  |                 |                 |             |             |             |             |
| Márk Papp                                                                                       | 10 km em águas abertas       | —               | —               | —           | —           |             |             |
| Bence Pulai                                                                                     | 100 m borboleta              |                 |                 |             |             |             |             |
| Kristóf Rasovszky                                                                               | 1500 m livre                 |                 |                 | —           | —           |             |             |
| Krisztián Takács                                                                                | 50 m livre                   |                 |                 |             |             |             |             |
| Ádám Telegdy                                                                                    | 200 m de costas              |                 |                 |             |             |             |             |
| Dávid Verrasztó                                                                                 | 200 m individual medley      |                 |                 |             |             |             |             |
| Dávid Verrasztó                                                                                 | 400 m individual medley      | 4:15.04         | 12              | —           | —           | Não avançou | Não avançou |
| Richárd Bohus Bence Gyárfás Péter Holoda Dominik Kozma Vince Pulai Ármin Reményi                | Revezamento 4 × 100 m livre  |                 |                 | —           | —           |             |             |
| Péter Bernek Benjámin Grátz* Balázs Holló* Gergő Kis Dominik Kozma Richárd Márton Norbert Szabó | Revezamento 4 × 200 m livre  |                 |                 | —           | —           |             |             |
| Gábor Balog Richárd Bohus László Cseh Dániel Gyurta Dominik Kozma*                              | Revezamento 4 × 100 m medley |                 |                 | —           | —           |             |             |

Feminino
| Atleta                                                                        | Evento                      | Classificatória | Classificatória | Semifinal | Semifinal | Final       | Final           |
| Atleta                                                                        | Evento                      | Tempo           | Pos.            | Tempo     | Pos.      | Tempo       | Pos.            |
| ----------------------------------------------------------------------------- | --------------------------- | --------------- | --------------- | --------- | --------- | ----------- | --------------- |
| Réka György                                                                   | 200 m de costas             |                 |                 |           |           |             |                 |
| Katinka Hosszú                                                                | 100 m de costas             |                 |                 |           |           |             |                 |
| Katinka Hosszú                                                                | 200 m de costas             |                 |                 |           |           |             |                 |
| Katinka Hosszú                                                                | 200 m borboleta             | DNS             |                 |           |           |             |                 |
| Katinka Hosszú                                                                | 200 m individual medley     |                 |                 |           |           |             |                 |
| Katinka Hosszú                                                                | 400 m individual medley     | 4:28.58         | 1 Q             | —         | —         | 4:26.36     | Medalha de ouro |
| Boglárka Kapás                                                                | 400 m livre                 |                 |                 | —         | —         |             |                 |
| Boglárka Kapás                                                                | 800 m livre                 |                 |                 | —         | —         |             |                 |
| Zsuzsanna Jakabos                                                             | 200 m individual medley     |                 |                 |           |           |             |                 |
| Zsuzsanna Jakabos                                                             | 400 m individual medley     | 4:38.52         | 13              | —         | —         | Não avançou | Não avançou     |
| Ajna Késely                                                                   | 200 m livre                 |                 |                 |           |           |             |                 |
| Ajna Késely                                                                   | 400 m livre                 |                 |                 | —         | —         |             |                 |
| Flóra Molnár                                                                  | 50 m livre                  |                 |                 |           |           |             |                 |
| Anna Olasz                                                                    | 10 km em águas abertas      | —               | —               | —         | —         |             |                 |
| Éva Risztov                                                                   | 800 m livre                 |                 |                 | —         | —         |             |                 |
| Éva Risztov                                                                   | 10 km em águas abertas      | —               | —               | —         | —         |             |                 |
| Dalma Sebestyén                                                               | 200 m peito                 |                 |                 |           |           |             |                 |
| Liliána Szilágyi                                                              | 100 m borboleta             | 57.70           | 10 Q            | 58.31     | 13        | Não avançou | Não avançou     |
| Liliána Szilágyi                                                              | 200 m borboleta             |                 |                 |           |           |             |                 |
| Anna Sztankovics                                                              | 100 m peito                 |                 |                 |           |           |             |                 |
| Anna Sztankovics                                                              | 200 m peito                 |                 |                 |           |           |             |                 |
| Evelyn Verrasztó                                                              | 200 m livre                 |                 |                 |           |           |             |                 |
| Katinka Hosszú Ajna Késely* Zsuzsanna Jakabos Boglárka Kapás Evelyn Verrasztó | Revezamento 4 × 200 m livre |                 |                 | —         | —         |             |                 |

Legenda
| Recorde mundial      | Recorde mundial (World record)               |                       | Recorde africano                      | Recorde africano (African) |                                           | Q | Classificado por posição (Qualified) |
| Recorde olímpico     | Recorde olímpico (Olympic record)            | Recorde da América    | Recorde da América (Americas)         | q                          | Classificado por melhor tempo (Qualified) |   |                                      |
| Melhor marca do ano  | Melhor marca do ano (World leading)          | Recorde asiático      | Recorde asiático (Asian)              | DNS                        | Não largou (Did not start)                |   |                                      |
| Recorde nacional     | Recorde nacional (National record)           | Recorde europeu       | Recorde europeu (European)            | DNF                        | Não terminou (Did not finish)             |   |                                      |
| Recorde pessoal      | Recorde pessoal do atleta (Personal best)    | Recorde da Oceania    | Recorde da Oceania (Oceania)          | DSQ / DQ                   | Desclassificado (Disqualified)            |   |                                      |
| Recorde da temporada | Recorde da temporada do atleta (Season best) | Recorde sul-americano | Recorde sul-americano (South America) | NM                         | Sem marca (No mark)                       |   |                                      |